# مرسدس کابررا
مرسدس کابررا (انگلیسی: Mercedes Cabrera؛ زادهٔ ۱۲ دسامبر ۱۹۵۱) یک سیاست‌مدار اهل اسپانیا است.